# Problema de Cauchy
Dins l'entorn d'equacions diferencials el problema de Cauchy (també anomenat problema de valor inicial o PVI) consisteix a resoldre una equació diferencial subjecta a unes certes condicions inicials sobre la solució respecte a una de les variables que la defineixen (normalment, la variable temporal), pren un determinat valor (normalment, {\displaystyle t=0}, per modelar les condicions del sistema en l'instant inicial).

## Formulació del problema de Cauchy a EDOs
El problema de Cauchy, està referit al conjunt de dades inicials que s'han de conèixer per a determinar amb unicitat l'estructura de la solució d'una equació diferencial ordinària o un sistema d'equacions diferencials ordinàries de qualsevol ordre que siguin.
Per equacions diferencials lineals el problema de Cauchy està resolt, ja que es pot garantir l'existència i unicitat de la solució si les funcions que defineixen el problema són "contínuament" diferenciables.